# Jorge Serdán
Jorge Serdán är en ort i Mexiko.   Den ligger i kommunen Papantla och delstaten Veracruz, i den sydöstra delen av landet, 200 km nordost om huvudstaden Mexico City. Jorge Serdán ligger 171 meter över havet och antalet invånare är 259.
Terrängen runt Jorge Serdán är platt. Runt Jorge Serdán är det ganska tätbefolkat, med 72 invånare per kvadratkilometer. Närmaste större samhälle är Poza Rica de Hidalgo, 17,1 km norr om Jorge Serdán. Omgivningarna runt Jorge Serdán är en mosaik av jordbruksmark och naturlig växtlighet.